# Mogami Yoshiaki
Mogami Yoshiaki est un nom japonais traditionnel ; le nom de famille (ou le nom d'école), Mogami, précède donc le prénom (ou le nom d'artiste).
Mogami Yoshiaki (最上 義光, 1er février 1546-29 novembre 1614) est un daimyō du domaine de Yamagata dans la province de Dewa à la fin de l'époque Sengoku au début de l'époque d'Edo.

## Biographie
Mogami Yoshiaki est le fils ainé de Mogami Yoshimori (ja) et succède à son père comme daimyō de Yamagata. Lorsque Toyotomi Hideyoshi arrive au pouvoir, Mogami se soumet à son autorité mais devient plus tard un partisan de Tokugawa Ieyasu à la suite du décès de Hideyoshi. Il est connu pour sa détestation des Toyotomi parce que Hideyoshi a ordonné l'exécution de la fille adolescente de Yoshiaki lors de la purge de son neveu Toyotomi Hidetsugu, à qui la fille de Yoshiaki était fiancée.
En 1600, il combat Uesugi Kagekatsu, un ennemi des Tokugawa, en compagnie de Date Masamune (son neveu), autre daimyo installé plus au nord dans la région de Tōhoku. Il participe au siège de Shiroishi des Date puis est attaqué dans son propre château de Hataya. Plus tard cette même année, Mogami et Date sont du côté de Ieyasu lors de la fameuse bataille de Sekigahara, après quoi les revenus du domaine de Mogami sont augmentés à 520 000 koku en retour pour ses loyaux services. Cela fait du domaine de Yamagata le cinquième au Japon à l'époque, à l'exclusion des terres détenues par les Tokugawa.
Il décède au château de Yamagata en 1614. La ville de Yamagata possède le musée historique Mogami Yoshiaki, juste à l'extérieur de la grande porte de l'Est reconstruite du château de Yamagata, qui expose son casque, son bâton de commandement de la bataille et autres objets qu'il a effectivement utilisés.

## Postérité
Mogami Yoshiaki aménage et construit la ville du château, devenue la fondation de l'actuelle ville de Yamagata. Il contrôle les « trois endroits difficiles » sur la Mogami-gawa, ce qui rend la navigation plus sûre de la mer du Japon à l'intérieur des terres et apporte la culture de Kyōto et Ōsaka à Yamagata. Ses projets de construction de barrages à Kitadaseki, Inabazeki et autres lieux et d'autres mesures de contrôle de l'irrigation, aident à développer la culture du riz dans la plaine de Shōnai.

## Dans la culture populaire
Mogami Yoshiaki apparaît dans le jeu vidéo Sengoku Basara 3 comme un général non jouable partisan des forces de Date Masamune à la bataille de Sekigahara. Il y est représenté comme un dandy trompeur et arrogant.

## Honneur
L'astéroïde (10405) Yoshiaki est nommé en son honneur.